# Freycinetia baueriana
Freycinetia baueriana là một loài thực vật có hoa trong họ Dứa dại. Loài này được Endl. miêu tả khoa học đầu tiên năm 1833.